# Domingo Gundisalvo
Domingo Gundisalvo, també conegut com a Domingo Gonzalvo o, en llatí, Dominicus Gundisalinus (segle xii), va ser un filòsof i traductor d'obres científiques i filosòfiques àrabs al llatí. Va escriure tractats filosòfics aristotèlics.

## Vida
Poc es coneix de la seva vida. Se sap que va ser ardiaca de les catedrals de Segòvia i Toledo. La seva activitat com a traductor sembla haver començat vers el 1140-1150, però ha sigut plenament confirmada durant el període del bisbat de Juan de Toledo (1152-1156). També es té constància de la seva activitat a Toledo fins als anys 1178-1181.
Cal suposar que no sabia àrab, motiu pel qual les seves traduccions són fetes a quatre mans: un mossàrab o un jueu convers llegia el text (àrab o hebreu) i el recitava en llengua romànica (el castellà primitiu que es parlava a Toledo el segle xii) i Gundisalvo l'escrivia en llatí. La identitat del traductor parella (o traductors parelles) de Gundisalvo continua sent controvertida, ja que va signar les seves traduccions amb diferents noms de la seva parella: Magister Johannes, Johannes Hispanus i Avendauth. Hi ha estudiosos que identifiquen tots tres personatges amb Joan Hispalense, el que no sembla gaire probable per la cronologia (Joan Hispalense va ser actiu a la primera meitat del segle xii, no a la segona). Altres estudiosos identifiquen tots tres personatges (diferents de Joan Hispalense) com el mateix: el jueu convers Abraham ibn Daud conegut com a Avendauth, ja que aquest sabia àrab (a més d'hebreu); mentre que, finalment, altres consideren que Johannes Hispanus i Magister Johannes són un mateix mossàrab i Avendauth és un jueu convers que pot o no pot ser Abraham ibn Daud.
De les seves traduccions se’n van fer moltes còpies disseminades per tot Europa. És considerat el re-introductor de l'aristotelisme, sobretot a través de les seves traduccions de les obres d'Avicenna.

## Obres

### Obra original
- De Divisione Philosophiae
- De Inmortalitate Animae
- De Processione Mundi
- De Unitate

### Traduccions[7]
- Liber introductorius in artem logicae demonstrationes de pseudo-Al-Kindí
- De Intellectu d'Al-Kindí
- De Intellectu d'Al-Farabí
- De scientiis d'Al-Farabí
- De Ortu Scientiarum d'Al-Farabí
- De Anima d'Avicenna
- Logica d'Avicenna
- Fisica d'Avicenna
- Metafisica d'Avicenna
- Maqqasid al-falasifa - Liber Algazel d'Abu-Hàmid al-Ghazalí[8]
- Fons vitae de Ben Gabirol